# Biton lividus
Espèce
Biton lividus est une espèce de solifuges de la famille des Daesiidae.

## Distribution
Cette espèce se rencontre en Égypte, au Soudan et en Érythrée.

## Description
Les mâles décrits par Roewer en 1933 mesurent de 10 à 11 mm et les femelles de 10 à 12 mm.

## Liste des sous-espèces
Selon Solifuges of the World (version 1.0) :
- Biton lividus aristonemes Delle Cave & Simonetta, 1971
- Biton lividus lividus Simon, 1882

## Publications originales
- Simon, 1882 : Viaggio ad Assab nel Mar Rosso, dei signori G. Doria ed O.Beccari con il R.Avviso Esploratore dal 16. Novembre 1879 al 26. Febbraio 1880. II. Étude sur les Arachnides de l'Yemen méridional. Annali del Museo Civico di Storia Naturale di Genova, vol. 18, p. 207-260.
- Delle Cave & Simonetta, 1971 : A tentative revision of Daesiidae (Arachnida, Solifugae) from Ethiopia and Somalia. Monitore Zoologico Italiano, Supplemento 4, no 2, p. 37-77.